# Capital
Capital è una rivista fondata nel 1980 da Paolo Panerai. Edita fino al 2005 da Rizzoli, è poi passata al gruppo editoriale Class Editori.

## Storia
Decollata come rivista di affari, finanza ed economia, si estendeva a tutto ciò che riguardava l'immaginario del manager degli anni ottanta: auto di lusso, abbigliamento, tempo libero, fitness e vacanze.
Nel corso degli anni, complice il declino della figura dello yuppie, la rivista è stata sottoposta a profonde trasformazioni nella linea editoriale.
L'ultimo editore ne ha modificato ulteriormente lo spettro di lettori, per non sovrapporlo alla rivista Class.

## Direttori
- Paolo Panerai (1980 - 2020)
- Marco Barlassina

## Calendari
Capital ha prodotto 4 Calendari sexy dal 2002 al 2005
- 2002: Luisa Corna
- 2003: Emanuela Folliero
- 2004: Randi Ingerman
- 2005: Jane Alexander